# Sieciowanie
Sieciowanie – proces prowadzący do powstania trójwymiarowej sieci nadcząsteczkowej, na skutek powstawania mostków między różnymi cząsteczkami chemicznymi.
Najczęściej mówi się o sieciowaniu w kontekście polimerów. Gdy długie, liniowe cząsteczki polimeru zawierają reaktywne grupy boczne, mogą one z sobą reagować, na skutek czego tworzy się gęstsza lub rzadsza trójwymiarowa sieć, w której wszystkie albo prawie wszystkie pierwotne łańcuchy polimeru są z sobą powiązane chemiczne.

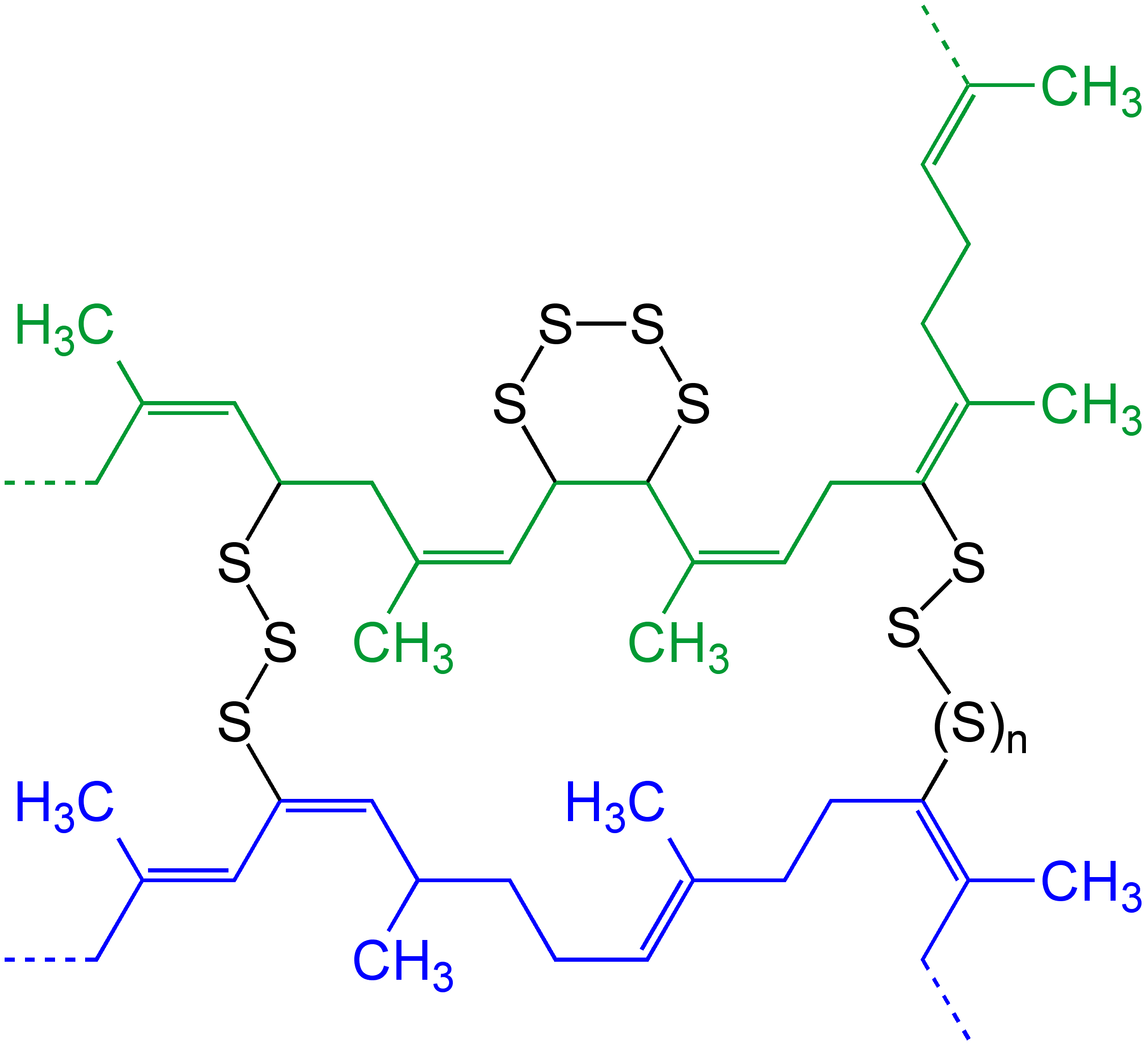
Fragment struktury usieciowanego poliizoprenu powstającego w wyniku wulkanizacji

Polimery o niezbyt dużej wyjściowej masie cząsteczkowej, usieciowane w niewielkim stopniu, tworzą żele. Niezbyt gęsto usieciowane polimery o odpowiedniej strukturze i masie cząsteczkowej uzyskują często własności gumy. Proces sieciowania prowadzący do powstania gumy nazywa się wulkanizacją. Gęste usieciowanie prowadzi do otrzymania kruchych i twardych duromerów. Usieciowane polimery stają się nierozpuszczalne w niczym, zamiast tego mogą jedynie wchłaniać do swojej objętości rozpuszczalnik, w wyniku czego pęcznieją.
Sieciowanie może zachodzić także w innych układach niż polimery. Np. użycie wyjściowych związków posiadających więcej niż dwie grupy funkcyjne w procesie polikondensacji prowadzi od razu do otrzymania układu usieciowanego z pominięciem otrzymywania liniowego polimeru. Oprócz tego sieciowanie może też zachodzić w układach koloidalnych, gdzie łączą się z sobą nie cząsteczki polimerów, lecz raczej całe micele, co prowadzi do koagulacji.
Oprócz sieciowania poprzez reakcje chemiczne możliwe są też inne rodzaje sieciowania, np. poprzez nietrwałe oddziaływania międzycząsteczkowe (jonowe, Van Der Waalsa) oraz na skutek mechanicznego splątania długich łańcuchów polimeru. Sieciowanie radiacyjne prowadzi do powstania materiałów termokurczliwych.